# Fouzia El Bayed
Fouzia El Bayed (também Elbayed) é uma defensora dos direitos das mulheres marroquinas, uma ex-membro do Parlamento de Marrocos pertencente ao partido União Constitucional, membro do Comité de Direitos Humanos da Internacional Liberal e a primeira presidente do capítulo de Marrocos da Rede Internacional de Mulheres Liberais.